# Veljko Paunović
Veljko Paunović (srb. Вeљкo Пауновић, ur. 21 sierpnia 1977 w Strumicy) – serbski piłkarz, grający na pozycji pomocnika, głównie ofensywnego i na ataku. Trener piłkarski.
Paunović grał m.in. w FK Partizan, hiszpańskim Atlético Madryt, a także w rosyjskim Rubinie Kazań. Jego ojciec Blagoje Paunović również był piłkarzem.